# Hugo Gastulo
Hugo Gastulo (Lima, 9 gennaio 1958) è un ex calciatore peruviano.